# Diego González de Iguña

Escudo de armas de los «Quevedo». Pintura del.

Diego González y Udriosola de Iguña (Aracillum, cercanías de Reinosa, 704 – Arenas de Iguña, 14 de julio de 773), conocido también como Diego González de Iguña, Diego González de Quevedo, Diego G. de Quevedo, «El Quevedo» y «El Quoevedeus», fue un noble hidalgo cántabro del siglo VIII.

## Biografía
Nació el año de 704 en la localidad de Aracillum, hoy Aradillos, del municipio de Campoo de Enmedio en Cantabria, España. Hijo de Diego González y Manríquez «el Celta» (680–741) y de Sisga Udriosola. Falleció en el año de 773 en el Valle de Caín, de los Picos de Europa. Impidió el paso de la invasión mora en la zona norte cantábrica.
A principios del siglo VIII, Táriq ibn Ziyad y Musa ibn Nusair hunden con rapidez inusitada el poder visigodo en el norte de la península ibérica; y los ejércitos árabes llegan al borde mismo de altas cumbres. Los acontecimientos históricos vuelven a colocar a Cantabria en una situación de protagonismo. Siendo el momento de una nueva resistencia ante el invasor, llevada ésta a cabo por grupos cántabro-romanos, mandos visigodos y numerosas gentes; que huyendo ante el temor de los vencedores logran unirse y dar nacimiento así al Reino astur-cántabro.
Alfonso I de Asturias, tomará las riendas que han de hacer más fácil el anhelo de recuperar y volver a repoblar las tierras y campos perdidos. Alfonso, no teniendo fuerza suficiente se alía en la zona de Campoo con su sobrino lejano Diego González y Udriosola de Iguña.
El Señor de Iguña, descendiente de Kentaber Germanius (435–510), Lagman del Clan Escandinavo de Cantabria; conservaba la manera de vivir de sus ancestros, que consistía en un género de vida muy sobrio, las fuentes de producción muy escasas y reducidas a una economía de subsistencia fundada en la ganadería y en la cultura elemental. La actividad preferente del varón era la guerra, en la que los Cántabros destacaban como guerreros de un heroísmo, a veces, rayando la locura. No solo luchaban entre sí, sino que depredaban en los momentos propicios y se ofrecían como soldados mercenarios en zonas relativamente lejanas. Por eso adquirieron una merecida fama de temibles guerreros, amantes de sus costumbres y de su independencia.
Diego le jura lealtad al Duque de Asturias, pero antes protege Iguña y Campoo de Enmedio.
En el año de 751 d. C., en Arenas de Iguña, en el río Besaya sobre el puente planta su valegón; y con un gran «ijujú»  llama la atención de los moros que hacían sitio en un hondón y dice: «Yo Soy aquel que vedo a los Moros que no entrasen y que de aquí no pasasen, pues así lo mando yo». Quince musulmanes encrespados por la arenga, viendo al Señor de Cantabria solo y aparentemente enloquecido sobre el puente, suben a hacerle frente, seguidos de lejos por el resto de los invasores. Diego los recibe con lanza, hacha, puñal y espada, repitiendo su «ijujú» al tiempo que corta brazos, piernas y cabezas; arrojando al río con su lanza a los asustados moros.

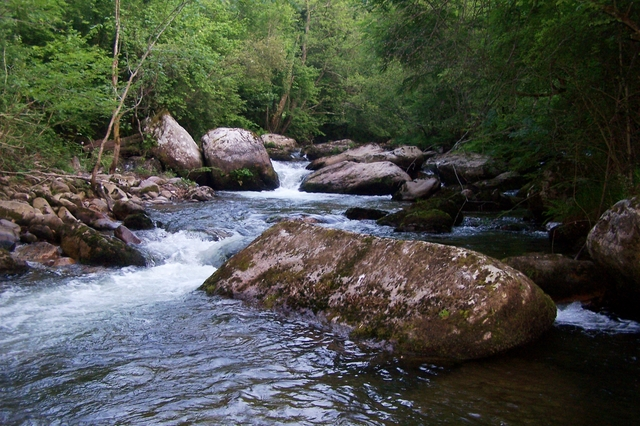
El río Besaya.

Al momento, su guardia se pone a su lado y esperan al resto de los enemigos, que habiendo visto y oído no se atreven a pasar el valegón. El Valí de Al-Ándalus entonces, acuerda no cruzar el Besaya, regresando a los valles del sur. Diego González de Que-vedo, llamado así desde el evento; marcha entonces a Cangas de Onís, al encuentro de Alfonso para arreglar el matrimonio de Aurelio de Asturias, sobrino de Alfonso, con Adela de Iguña; hija de Diego con Jimena de San Emeterio, su esposa; con lo que sellarían su alianza. Diego consigue con la táctica de la rápida razia, introducir en los montes numerosos cristianos que habían quedado sometidos a los árabes en la meseta y con ellos refuerza la población de Asturias y Cantabria, además puso en marcha un auténtico plan de expansión del territorio, aprovechando la crisis política que vivía al-Ándalus. La mayoría de las tierras entre la Cordillera Cantábrica y el Sistema Central quedaron vacías ante la huida de sus habitantes hacia el sur debido a las rebeliones bereberes y la terrible sequía que asoló la península en aquellos años, provocando la desertización de la meseta del Duero, donde vuelve a plantar su alta vara y proclamar de nuevo de este modo:

Yo soy aquel que vedó el que los moros entrasen y desde aquí se tornasen porque así lo quise yo. .

Los moros que en esa zona no eran un ejército organizado, sino un gran grupo de aventureros ajenos al Reino árabe del sur, se estremecen al ver la marca y la amenaza escrita sobre el valegón clavado en el puente del río Duero; y dando marcha atrás regresan a Andalucía, dejando para siempre al Norte en paz. Esta franja desértica fue conocida como la Zona del Vedo o Desierto del Duero.
Diego G. de Quevedo de Iguña, regresa a Cantabria oriental donde ejerce su señorío, en lo que hoy comprende el territorio donde se encuentran asentadas las localidades de Aradillos y San Martín de Quevedo. Se dedica a sus tierras. «El Quoevedeus» muere en Arenas de Iguña el 14 de julio de 773 a la edad de 69 años. Fue padre de Rodrigo G. de Quevedo y San Emeterio de Iguña (739–787).
Entre su descendencia se cuentan: Francisco de Quevedo, célebre escritor del Siglo de Oro español; Manuel García de Quevedo, Oidor y Cónsul de la Nueva Galicia; Bernabé G. de Quevedo y Portillo, Arzobispo de Bayona; Miguel Ángel G. de Quevedo y Zubieta, ingeniero e investigador mexicano; Salvador G. de Quevedo y Zubieta, médico, abogado y político mexicano; Manuel G. de Quevedo y Zubieta, ingeniero y hacendado mexicano; Leonardo Torres Quevedo, conocido ingeniero e inventor cantábro; Juan Manuel G. de Quevedo Robles, abogado y presidente del notariado mexicano; Juan Manuel García de Quevedo Cortina, abogado, secretario del colegio de notarios del Distrito Federal; Carlos Enrique G. de Quevedo Robles, catedrático y abogado mexicano, profesor emérito y cofundador de la Universidad Autónoma de Guadalajara; Rafael García de Quevedo, rector de la Universidad de Guadalajara.
El apellido se ha extendido fuera de la península ibérica a partir de las conquistas españolas en América, principalmente en países como México, Venezuela, Puerto Rico y los Estados Unidos; diversificándose en variantes del mismo tales como G. de Quevedo, García de Quevedo, González de Quevedo, Gómez de Quevedo y Fernández de Quevedo. Se ha extendido a su vez a Francia y a diversos países de Europa, a partir de la emigración a Bayona del que fuera Oidor de la Real Audiencia de Guadalajara en la Nueva Galicia, Manuel García de Quevedo y de Mier y Villegas; por causa del insurgentismo independentista mexicano. Tomando así variantes fonéticas y transliterales como Quebedeaux, Quebedeaus, Quebedo, Cavédo, Quebedeo, Zebedeo Acevedo y Zepeda.